# Chandra Wilson
Chandra Danette Wilson (Houston, Texas, 27 de agosto de 1969) es una actriz y directora estadounidense, conocida especialmente desde 2005 por su papel de Miranda Bailey en la serie de televisión de ABC Grey's Anatomy, por la que ha sido nominada para el Emmy a la mejor actriz de reparto cuatro veces. Hizo su debut en el escenario de Nueva York en 1991 y comenzó a llegar a los lugares de invitado en una variedad de programas de televisión en horario estelar.
Comenzó su carrera teatral a los cinco años con la compañía Theatre Under the Stars (TUTS). Acudió al High School for the Performing and Visual Arts y a la Tisch School of the Arts de la Universidad de Nueva York, donde se licenció en Bellas Artes.

## Primeros años
Wilson nació y se crio en Houston, Texas. Su madre, una trabajadora de correos, quería mantener activa a su hija, por lo que inscribió a Chandra en una letanía de actividades extra escolares que marcaría el rumbo de su carrera en el mundo del espectáculo. "Comenzando a los cuatro años, mi madre decidió que no iba a tener un niño ocioso en la casa", recuerda Wilson. "Así que comencé a tomar clases de baile los martes y jueves, y luego estaba en clases de actuación los lunes, miércoles y viernes, y también estaba modelando los sábados. Y esa fue mi infancia".
A la edad de cinco años, Wilson actuaba en musicales con la compañía Theatre Under the Stars de Houston. Asistió a la escuela secundaria de Houston para las artes escénicas y visuales y continuó a Tisch School of the Arts de la Universidad de Nueva York, graduándose con un BFA en drama en 1991. 
Durante los siguientes cuatro años, de 1991 a 1995, estudió en el Lee Strasberg Theatre & Film Institute mientras que al mismo tiempo acumula créditos de teatro profesionales. Hizo su debut en Nueva York en una producción de 1991 de The Good Times Are Killing Me y ganó un Theatre World Award por Mejor Actuación Debut. 
Sus otros créditos iniciales incluyen producciones fuera de Broadway de Paper Moon: The Musical y Little Shop of Horrors. Mientras ella se estaba haciendo un nombre en el escenario de Nueva York, Wilson también comenzó a aparecer como invitado en una variedad de programas de televisión en horario estelar. 
Ella apareció en The Cosby Show (1989), Law & Order (1992) y CBS Schoolbreak Special (1992). Hizo su debut en la gran pantalla junto a Tom Hanks y Denzel Washington en la muy aclamada película de Filadelfia en 1993. A pesar de recibir grandes elogios por casi todas sus actuaciones, sin embargo, Wilson luchó durante muchos años para obtener papeles más prominentes. 
Durante ocho años, mientras intentaba entrar en el estrellato principal, Wilson trabajó medio tiempo como cajera en el Deutsche Bank con el fin de ganarse la vida. A finales de la década de 1990 y principios de la de 2000, Wilson continuó presentando actuaciones memorables, aunque breves, en programas de televisión populares. Apareció en Third Watch (2001), Sex and the City (2002), The Sopranos (2004) y en episodios esporádicos de Law And Order: SVU. Y mientras luchaba para obtener papeles recurrentes en la televisión, Wilson logró gran importancia en el escenario de Broadway en musicales como On the Town (1998), Avenue Q (2003) y Caroline, o Change (2004). 
En 2005, Wilson obtuvo su gran papel como la Dra. Miranda Bailey en el exitoso programa de ABC Grey's Anatomy.

## Carrera
El primer papel de Wilson en la cadena de televisión fue en la serie efímera Bob Patterson (2001), un vehículo posterior a Seinfeld para Jason Alexander . En una reseña de USA Today , Robert Bianco llamó a Wilson "la única persona en el programa que te puedas imaginar deseando ver de nuevo".  Del mismo modo, Los Angeles Times dijo: "El único personaje aquí que está graciosamente escrito es la nueva asistente de Bob, Claudia (Chandra Wilson)".  También apareció en Law & Order SVU , Sex and the City y The Sopranos , y tuvo un pequeño papel en Lone Star.(1996). Wilson también tuvo una carrera en el teatro, donde interpretó a Bonna Willis en The Good Times Are Killing Me , y apareció en el musical nominado al Tony , Caroline, o Change . Wilson es un cantante consumado y ha cantado en varias producciones.
Wilson trabajó como técnico en Deutsche Bank Alex. Brown donde hizo presentaciones para las unidades de banca de inversión. Ella trabajó en la ubicación de la Banker's Trust en 130 Liberty Street , justo al otro lado de la calle desde la Torre Sur del World Trade Center hasta el 9-11 cuando ese edificio se perdió por los ataques terroristas. Wilson todavía estaba trabajando en un banco cuando audicionó para el piloto de Grey's Anatomy . Ella fue elegida para interpretar a Miranda Bailey , un papel concebido inicialmente como una mujer caucásica rubia. El espectáculo se convirtió en un éxito. Wilson fue nominado en 2006, 2007, 2008 y 2009 por un Premio Emmya la mejor actriz de reparto en un drama. Fue nominada y ganó el Screen Actors Guild Award en 2007 por Mejor Actor femenina en una serie dramática; también ganó un Premio SAG como parte del elenco de Grey's Anatomy , que ganó el Mejor Conjunto en una Serie de Drama.
Wilson debutó como directora de televisión con el episodio "Give Peace a Chance", el séptimo episodio de la temporada 6 de Grey's Anatomy . También dirigió el episodio 17, "Push", de la misma temporada y el quinto episodio de la temporada 7 , "Almost Grown", el episodio 21 de la temporada ocho , "Moment of Truth", "Second Opinion", el sexto episodio de la novena temporada y "Transplant Wasteland", el episodio 17 de la novena temporada. La parte del Dr. Bailey, supervisora de los pasantes del hospital, había sido escrita para una pequeña rubia caucásica, pero Wilson, una figura afrodescendiente de altos vuelos, dio una audición tan impresionante que los productores del espectáculo decidieron darle la parte . "Además", bromeó más tarde, "conocía al director de casting". Wilson obtuvo excelentes críticas por su actuación como la dura Dr. Bailey. Wilson fue nominado a cuatro Premios Emmy consecutivos (2006-2009) y ganó cuatro Premios NAACP a la Imagen consecutivos (2007-2010) como Mejor Actriz de Reparto en una Serie Dramática. También ganó el Premio People's Choice 2008 por Escena favorita-Robo de estrellas. En 2009, mientras aún protagonizaba Grey's Anatomy.
Wilson dijo que la única diferencia entre su carrera como actriz ahora y su carrera como actriz hace una década es que la gente realmente la reconoce en la calle. "La única diferencia en mi carrera ahora es la visibilidad que tengo", insistió. "La gente dice que lo hice ahora, pero siento que lo hice haciendo inventario de verano". También es lúcida sobre la fragilidad de su fama y fortuna recién descubiertas. Al dejar finalmente su trabajo en Deutsche Bank para centrarse únicamente en su papel en Grey's Anatomy , Wilson tuvo cuidado de no quemar ningún puente. Ella dijo: "Me dijeron que podía volver si la actuación no funciona. Les dije: 'Mantenga mi asiento caliente'".

## Filmografía

### Cine
| Año  | Película                        | Papel              | Notas         |
| ---- | ------------------------------- | ------------------ | ------------- |
| 1990 | Peer Pressure, Drugs and... You |                    |               |
| 1993 | Mad Dog and Glory               |                    |               |
| 1993 | Philadelphia                    | Chandra            |               |
| 1996 | Lone Star                       | Athena             |               |
| 2003 | Head of State                   | Jaime              | Sin acreditar |
| 2005 | I Love the 80's 3-D             | Sí misma           |               |
| 2008 | A Single Woman                  | Coretta Scott King |               |
| 2010 | Frankie & Alice                 | Maxine             |               |
| 2018 | Christmas Harmony               | Karen              |               |

### Televisión
| Año              | Título                            | Papel                                              | Notas                                                  |
| ---------------- | --------------------------------- | -------------------------------------------------- | ------------------------------------------------------ |
| 1989             | The Cosby Show                    | Dina                                               | Episodio: "The Lost Weekend"                           |
| 1992             | CBS Schoolbreak Special           | Gloria                                             | Episodio: "Sexual Considerations"                      |
| 1992             | Law & Order                       | Serena Price                                       | Episodio: "Cradle to Grave"                            |
| 2000             | Cosby                             | Desconocida                                        | Episodio: "It's a Wonderful Wife"                      |
| 2001             | Third Watch                       | Voluntaria                                         | Episodio: "Man Enough"                                 |
| 2001             | 100 Centre Street                 | Desconocida                                        | Episodio: "No Good Deed Goes Unpunished"               |
| 2001             | Bob Patterson                     | Claudia                                            |                                                        |
| 2002             | Sex and the City                  | Policía                                            | Episodio: "Anchors Away"                               |
| 2002             | Law & Order: Special Victims Unit | Enfermera Jenkins                                  | Episodio: "Waste"                                      |
| 2003             | Queens Supreme                    | Dolores                                            | Episodio: "The House Next Door"                        |
| 2004             | Los Soprano                       | Evelyn Greenwood                                   | Episodio: "Fiambres"                                   |
| 2005             | Law & Order: Special Victims Unit | Rachel Sorannis                                    | Episodio: "911"                                        |
| 2005-presente    | Grey's Anatomy                    | Dra. Miranda Bailey                                | Papel principal; 381 episodios                         |
| 2008             | Accidental Friendship             | Yvonne                                             | Película de televisión                                 |
| 2009             | Private Practice                  | Dra. Miranda Bailey                                | 2 episodios                                            |
| 2014, 2018, 2019 | General Hospital                  | Tina Estrada / Dra. Linda Massey / Sydney Val Jean | 3 episodios                                            |
| 2018-2024        | Station 19                        | Dra. Miranda Bailey                                | Papel recurrente; 13 episodios                         |
| 2021             | Celebrity Wheel of Fortune        | Ella misma                                         | Episodio: "Leslie Jones, Chandra Wilson and Tony Hawk" |

## Teatro
| Año  | Obra                           | Papel                                                                                         | Lugar                  |
| ---- | ------------------------------ | --------------------------------------------------------------------------------------------- | ---------------------- |
| 1991 | The Good Times are Killing Me. | Bonna Willis                                                                                  | Second Stage Theatre   |
| 1998 | On the Town                    | Mujer de Carnegie Hall, Amiga de Flossie's, Persona de Nueva York, Suplente de Lucy Schmeeler | Gershwin Theatre       |
| 2003 | Avenue Q                       |                                                                                               | John Golden Theatre    |
| 2004 | Caroline, or Change            | Dotty Moffett                                                                                 | Eugene O'Neill Theatre |
| 2009 | Chicago                        | Matron "Mama" Morton                                                                          | Ambassador Theatre     |

## Como director
- Anatomía de Grey (Grey's Anatomy) Capítulo 6, novena temporada.
- Anatomía de Grey (Grey's Anatomy) Capítulo 17, novena temporada.
- The Fosters.

Capítulo 7, cuarta temporada.

### Broadway
- On The Town (1998).
- Avenue Q (2003).
- Caroline, or Change (2004).
- Chicago (2039

## Premios y nominaciones
Premios del Sindicato de Actores:
- Mejor actriz en una serie de drama: (2007).

People's Choice:
- Mejor escena de una estrella: (2008).

### Candidaturas
Premios Emmy:
- Actriz secundaria en serie de drama: (2006).
- Actriz secundaria en serie de drama: (2007).
- Actriz secundaria en serie de drama: (2008).
- Mejor actriz secundaria en serie de drama: (2009).